# Mathewsia incana
Mathewsia incana là một loài thực vật có hoa trong họ Cải. Loài này được Phil. mô tả khoa học đầu tiên năm 1860.